# Thaï Express
À ne pas confondre avec la chaîne singapourienne de restauration rapide du même nom, Thai Express (en).
Thaï Express, aussi appelé Thai Express, est une chaîne canadienne de restauration rapide spécialisée dans la cuisine thaïlandaise. Fondée à Saint-Laurent, l'ancienne entreprise est propriété du Groupe d'alimentation MTY depuis 2004.

## Histoire
Le 20 mai 2004, le Groupe MTY finalise l'achat des restaurants Thaï Express de Tara Fung Holding Inc.. MTY devient alors propriétaire des six restaurants Thaï Express, dont cinq situés dans des aires de restauration, et des six restaurants Pad Thai Delights. En 2012, MTY annonce un partenariat pour la production de produits prêt-à-manger dans des épiceries à travers le pays en collaboration avec Produits alimentaires Berthelet. Aussi en 2012, la chaîne ouvre ses premiers restaurants au Royaume-Uni. En 2013, les produits Thaï Express sont lancés dans 295 supermarchés Metro, et plus tard dans 279 supermarchés IGA. Fin 2016, on comptait 285 Thaï Express dans le monde.
En 2017, la chaîne ouvre son premier restaurant en sol américain, dans le Mall of America, à Bloomington, dans le Minnesota. L'expansion américaine est effectuée par l'entremise de Kahala Brands (en), société américaine achetée l'année précédente par MTY.

## Formule

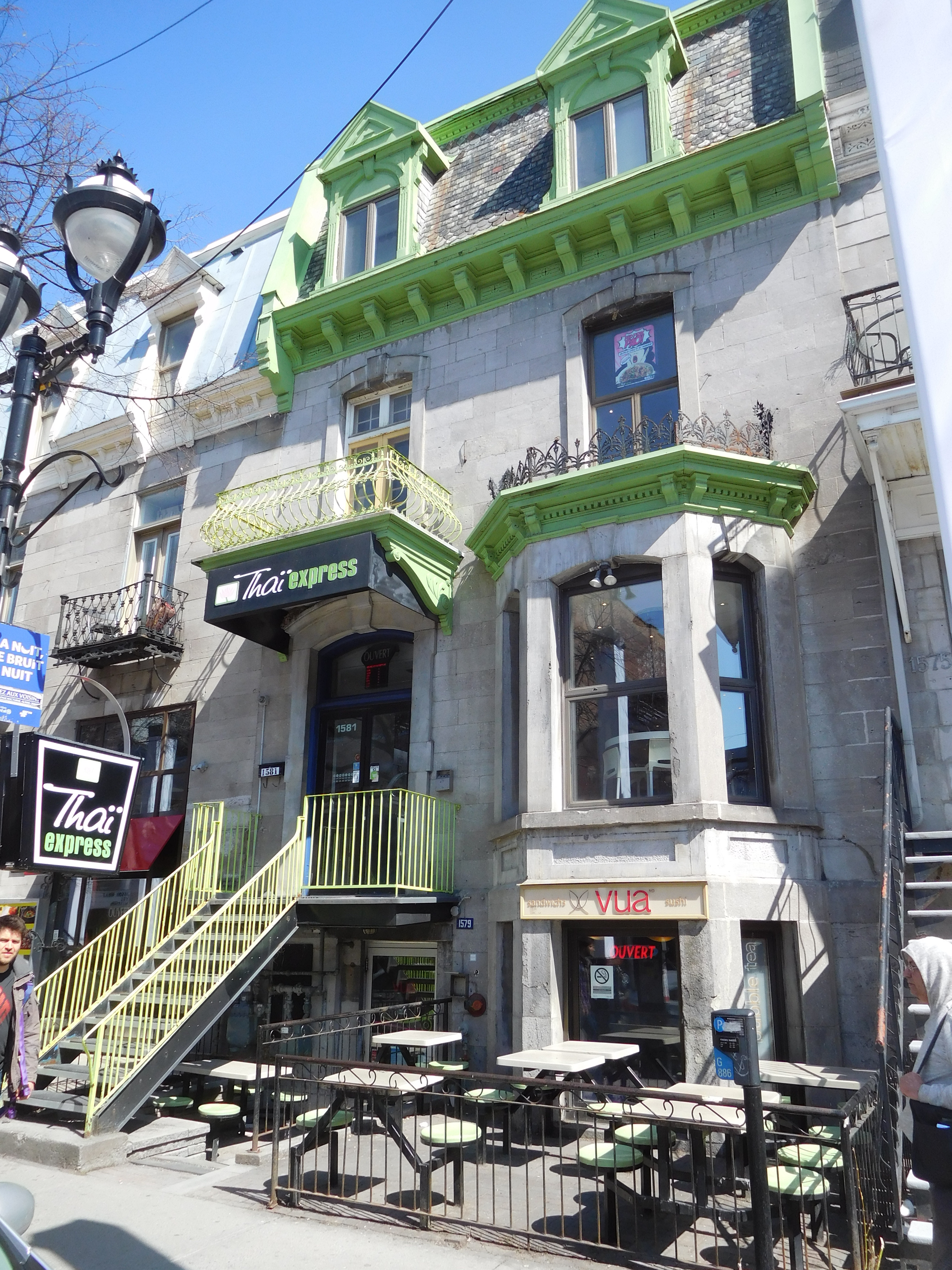
Thaï Express sur la rue Saint-Denis à Montréal.

Thaï Express fonctionne comme un restaurant de fast-food régulier. Les clients commandent au comptoir et attendent leurs plats. Une fois leurs plats reçus, les clients peuvent les manger dans la salle à manger du restaurant ou l'aire de restauration dans le cas de franchises dans les centres commerciaux, mais peuvent aussi les prendre pour emporter.
Les plats incluent des soupe-repas, comme la Tom yum ou la Thaïlandaise, divers plats de riz frit thaïlandais, du pad thaï et des entrées comme des rouleaux impériaux. Diverses sauces sont aussi vendues pour assaisonner les plats.
La chaîne a aussi son programme de carte de fidélité.

## Emplacements
En date de 2023, Thaï Express exploite plus de 350 restaurants au Canada, dans les provinces de la Colombie-Britannique, de l'Alberta, de la Saskatchewan,  du Manitoba, de l'Ontario, du Québec, du Nouveau-Brunswick, de l'Île-du-Prince-Édouard, de la Nouvelle-Écosse et de Terre-Neuve-et-Labrador. La majorité des franchises sont au Québec et Ontario. 
Une cinquantaine d'emplacements sont aussi ouverts aux États-Unis, tandis que la branche britannique opère huit restaurants.